# Joyce Odhiambo
Joyce Odhiambo (* 29. Juni 1963) ist eine ehemalige kenianische Leichtathletin, die im Sprint sowie im Weitsprung an den Start ging. Mit der kenianischen 4-mal-100-Meter-Staffel wurde sie 1982 und 1984 Afrikameisterin und feierte damit ihre größten sportlichen Erfolge. Zudem gewann sie bei den Afrikameisterschaften 1984 auch über 100 und 200 Meter Medaillen.

## Sportliche Laufbahn
Erste internationale Erfahrungen sammelte Joyce Odhiambo vermutlich im Jahr 1982, als sie bei den Afrikameisterschaften in Kairo mit der kenianischen 4-mal-100-Meter-Staffel in 46,77 s gemeinsam mit Geraldine Shitandayi, Alice Adala und Ruth Atuti die Goldmedaille gewann. Anschließend schied sie bei den Commonwealth Games in Brisbane mit 11,94 s und 24,67 s jeweils in der ersten Runde über 100 und 200 Meter aus und belegte im Staffelbewerb in 46,13 s den achten Platz. 1984 gewann sie bei den Afrikameisterschaften in Rabat in 11,93 s die Silbermedaille im 100-Meter-Lauf hinter der Ghanaerin Doris Wiredu und sicherte sich über 200 Meter in 24,44 s die Bronzemedaille hinter der Marokkanerin Nawal El Moutawakel und Mercy Addy aus Ghana. Zudem siegte verteidigte sie mit der Staffel in 46,18 s gemeinsam mit Esther Kawaya, Ruth Atuti und Mable Esendi ihren Titel. 1987 schied sie bei den erstmals ausgetragenen Hallenweltmeisterschaften in Indianapolis mit 25,30 s in der ersten Runde im 200-Meter-Lauf aus und im August trat sie bei den Afrikaspielen in Nairobi über 100 Meter an. Im Jahr darauf nahm sie an den Olympischen Sommerspielen in Seoul teil und schied dort mit 11,90 s und 24,26 s jeweils in der Vorrunde aus.
In den Jahren 1982, 1985 und 1986 sowie 1988, 1989 und 1994 wurde Odhiambo kenianische Meisterin im 100-Meter-Lauf sowie 1982, 1985 und 1986 sowie 1988 und 1994 über 200 Meter. Zudem wurde sie 1985 und 1986 sowie 1992 und 1994 Landesmeisterin im Weitsprung.